# ۱۴۰۲ (قمری)
۱۴۰۲ (قمری)، هزار و چهارصد و دومین سال در گاهشماری هجری قمری است. اول محرم این سال برابر با سی‌ام اکتبر سال ۱۹۸۱ میلادی است.